# Gravity (Hovig Demirjian)
Gravity è un singolo del cantante cipriota Hovig Demirjian, scritto da Thomas G:son. Il brano, pubblicato il 1º marzo 2017, ha rappresentato Cipro all'Eurovision Song Contest 2017 a Kiev, in Ucraina.

## Tracce
Download digitale
1. Gravity – 2:59